# Miss Baltic Sea

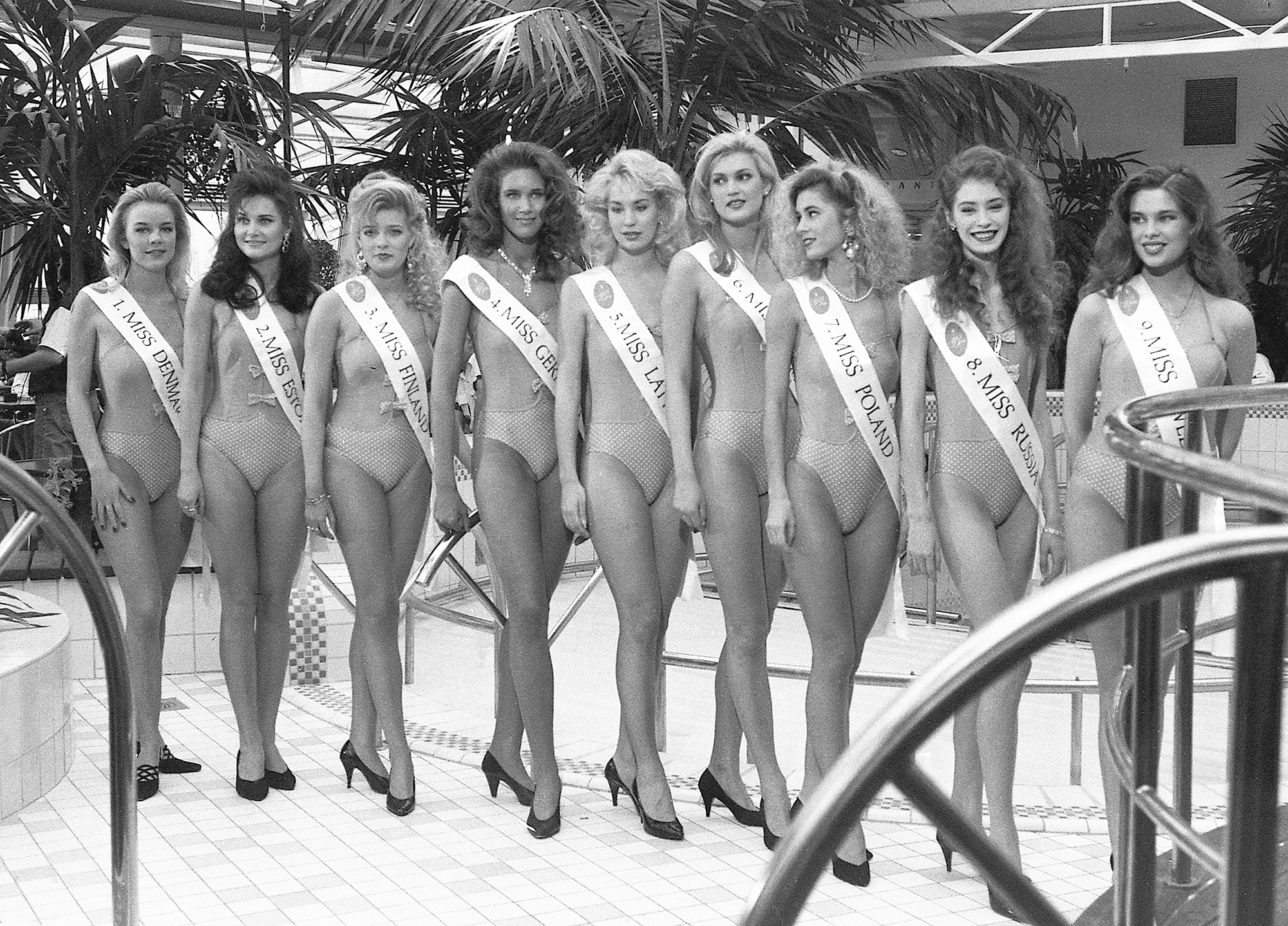
Miss Baltic Sea 1993

Miss Baltic Sea (Nederlands: Miss Oostzee) was een jaarlijkse missverkiezing uit de negen landen die grenzen aan de Oostzee. De eerste editie vond plaats in 1990; de laatste in 2008. Plaats van de verkiezing was steeds in Finland, met uitzondering van 1994, toen die in Estland plaatsvond. In 2006 werd de Miss Scandinavia-verkiezing een onderdeel van Miss Baltic Sea die daarom Miss Baltic Sea and Scandinavia ging heten. Die missverkiezing werd na twee jaar stopgezet. Miss Baltic Sea and Scandinavia 2008 was de laatste editie.

## Deelnemende landen
De deelnemende landen die aan de Oostzee grenzen:
- Denemarken
- Duitsland
- Estland
- Finland
- Letland
- Litouwen
- Polen
- Rusland
- Zweden

Na de fusie met Miss Scandinavië kwamen deze landen erbij:
- Noorwegen
- IJsland

## Winnaressen

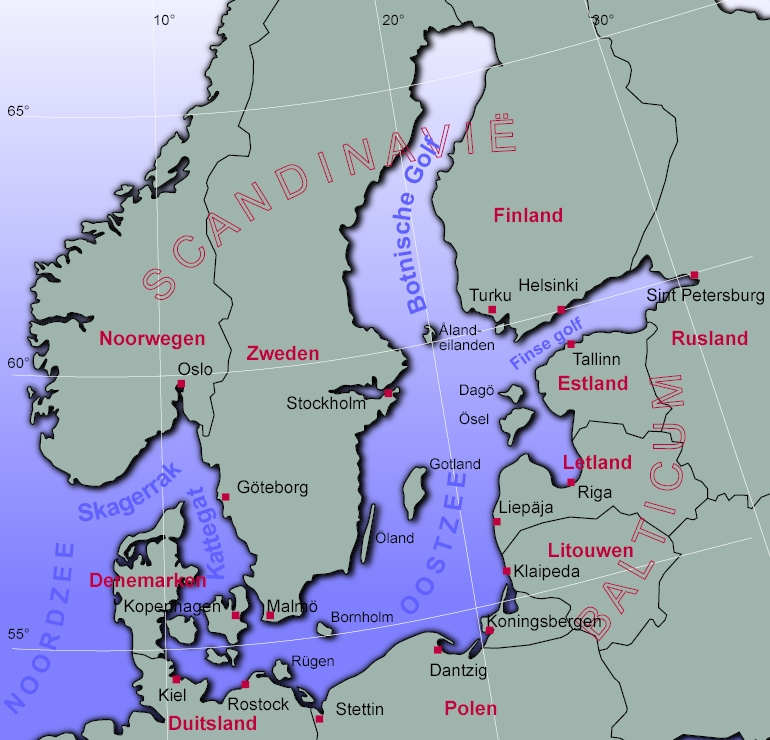
Oostzee

| Jaar | Winnares                   | Land      | Opmerking                   |
| ---- | -------------------------- | --------- | --------------------------- |
| 2008 | Fanney Lára Guomundsdóttir | IJsland   | Miss Oostzee en Scandinavië |
| 2007 | Dorota Gawron              | Polen     | Miss Oostzee en Scandinavië |
| 2006 | Malwina Ratajczak          | Polen     |                             |
| 2005 | Mira Salo                  | Finland   |                             |
| 2004 | Anna Maria Strömberg       | Finland   |                             |
| 2003 | Natascha Börger            | Duitsland |                             |
| 2002 | Heidi Willman              | Finland   |                             |
| 2001 | Dagmar Makko               | Estland   |                             |
| 2000 | Miroslawa Stronjny         | Polen     |                             |
| 1999 | Kadri Väljaots             | Estland   |                             |
| 1998 | Karita Tuomola             | Finland   |                             |
| 1997 | Nadine Schmidt             | Duitsland |                             |
| 1996 | Agnieszka Zych             | Polen     |                             |
| 1995 | Eva Maria Laan             | Estland   |                             |
| 1994 | Anna Malova                | Rusland   |                             |
| 1993 | Rasa Kukenyte              | Litouwen  |                             |
| 1992 | Liis Tappo                 | Estland   |                             |
| 1991 | Nina Andersson             | Finland   |                             |